# Nikita Panassenko
Pour les articles homonymes, voir Panassenko.
Nikita Panassenko, né le 18 mars 1992 à Talgar, est un coureur cycliste kazakh.

## Biographie
En 2015, il remporte la quatrième étape du Tour de Bulgarie avec la formation Track Team Astana.

## Palmarès sur route

### Par années
- 2015
  - 4e étape du Tour de Bulgarie
  - 2e du Grand Prix de Gommegnies
  - 3e du Grand Prix de Boussières-sur-Sambre

### Classements mondiaux
| Année           | 2011 | 2012 |
| --------------- | ---- | ---- |
| UCI Asia Tour   |      | 211e |
| UCI Europe Tour | 888e |      |

## Palmarès sur piste

### Championnats du monde
- Londres 2016
  - 10e de la course aux points
- Hong Kong 2017
  - 11e de la course aux points[3]

### Coupe du monde
- 2017-2018
  - 1er de la course aux points à Pruszków
  - 1er du scratch à Manchester

### Championnats d'Asie
- Astana 2014
  -  Médaillé d'argent de l'américaine
- Izu 2016
  -  Médaillé de bronze de l'américaine